# Lista de episódios de Danger Mouse (2015)
Este é um guia de episódios da série de animação britânico Danger Mouse, como reboot da série de mesmo nome de 1981, criada por Brian Cosgrove e Mark Hall.
A série é produzida pela FremantleMedia, mais tarde pela Boat Rocker Media, com animação de estúdio irlandês Boulder Media, a série Danger Mouse estreou no CBBC em 28 de setembro de 2015.

## Temporadas
| Temporada | Episódios | Inicio                 | Termino               |
| --------- | --------- | ---------------------- | --------------------- |
| 1         | 50        | 28 de setembro de 2015 | 20 de outubro de 2016 |
| 2         | 50        | 14 de junho de 2017    | 5 de março de 2019    |

## Episódios
Primeira Temporada (2015—2016)
A primeira temporada estreou em 28 de setembro de 2015, exatamente 34 anos após o início da série de mesmo nome de 1981, e foi planejada para incluir 52 episódios, mas consistiu apenas de 50 episódios. Um especial de Natal, com Richard Ayoade e Brian Blessed, foi confirmado. Os episódios têm 11 minutos de duração, além do primeiro episódio e do especial de Natal "The Snowman Cometh", que são 22 minutos.
A série foi exibido e disponível pelo Netflix tinha em 50 episódios dublados.
| #  | Título original                     | Título no Brasil                 | Sinopse | Escrito por                                                        | Direção       | Data de exibição        |
| -- | ----------------------------------- | -------------------------------- | --- | ------------------------------------------------------------------ | ------------- | ----------------------- |
| 1  | Danger Mouse Begins... Again        | Danger Mouse Começa... Novamente | Danger Mouse e Penfold estão de volta, mas são demitidos por destruir Londres. Baron Greenback, aparentemente reformado como Baron Silas von Greenback, cria um exército de robôs para proteger os líderes mundiais. No entanto, Danger Mouse suspeita que o Greenback não é bom. | Ben Ward                                                           | Robert Cullen | 28 de setembro de 2015  |
| 2  | Danger at C Level                   | Perigo do Nível C                | Penfold está cansado de se machucar em missões, então Danger Mouse concorda em tirá-lo de férias. Mas então monstros marinhos mutantes começam a ameaçar o mundo e Danger Mouse deve decidir entre sua missão e seu amigo. | Nathan Cockerill                                                   | Robert Cullen | 29 de setembro de 2015  |
| 3  | Greenfinger                         | Dedo Verde                       | Danger Mouse tenta provar ao Professor Squawkencluck que ele pode ser confiável, mas acidentalmente permite que uma estranha e inexplicavelmente planta alienígena galesa, chamada Evans, cresça por toda a Terra. Pior, Penfold não pode parar de fazer geléia! | Mark Oswin & James Griffiths                                       | Robert Cullen | 30 de setembro de 2015  |
| 4  | Planet of the Toilets               | Planeta dos Banheiros            | Um banheiro robótico artificialmente inteligente, por culpa de Penfold, se reinventa como "Dr. Loo-cifer" e lidera uma revolta dos banheiros do mundo. | Nick Ostler e Mark Huckerby                                        | Robert Cullen | 1 de outubro de 2015    |
| 5  | Pink Dawn                           | Manhã cor-de-rosa                | Danger Mouse deve abraçar seu lado feminino para impedir que a supervolta obcecada por rosa, a Princesa, transforme o todo mundo em feminino | Nick Ostler and Mark Huckerby                                      | Robert Cullen | 2 de outubro de 2015    |
| 6  | Big Head Awakens                    | O Despertar da Grande Cabeça     | O novo sistema de segurança do Professor Squawkencluck enlouquece e deve ser interrompido - se apenas o Mestre e o Professor pudessem parar de discutir por tempo suficiente. | Andrew Burrell                                                     | Robert Cullen | 5 de outubro de 2015    |
| 7  | The World Wide Spider               | A Teia de Aranha Mundial         | Uma aranha gigante está furiosa em todo o mundo e Danger Mouse deve detê-la ... ou pelo menos o faria, se não fosse por seu terrível medo de aranhas. | Ben Ward                                                           | Robert Cullen | 6 de outubro de 2015    |
| 8  | The Other Day the Earth Stood Still | O Outro dia que a Terra Parou!   | A praga de semáforos do Greenback deixa o tráfego do mundo todo parado - e então ele coloca uma luz vermelha em órbita, e o mundo em si é paralisado e tudo flutua no espaço - exceto pelo Baron, devido aos sapatos que aderem ao o chão! | Rob Sprackling and John Smith Com Material Adicional por: Ben Ward | Robert Cullen | 7 de outubro de 2015    |
| 9  | Welcome to Danger World!            | Bem-vindo ao Danger Mundo        | Um huckster alienígena, chamado Quark, faz do Danger Mouse a atração turística mais popular do universo. | Ben Ward                                                           | Robert Cullen | 8 de outubro de 2015    |
| 10 | Jeopardy Mouse                      | Jeopardy Mouse                   | Danger Mouse deve trabalhar com o melhor agente secreto dos Estados Unidos, Jeopardy Mouse, para frustrar o esquema de Greenback de reorganizar os países, mas o showboating de DM não lhe dá uma boa impressão da atitude sensata do Jeopardy. | Ben Ward                                                           | Robert Cullen | 9 de outubro de 2015    |
| 11 | The Return of Danger K              | O Retorno de Danger K            | Quando um velho inimigo, Birch Badboy, chega para dominar o mundo pela grosseria, o Coronel K deve retornar ao seu trabalho de agente secreto, como Danger K, para impedi-lo de tornar todos os grosseiros. | Ben Ward                                                           | Robert Cullen | 12 de outubro de 2015   |
| 12 | Big Penfold                         | Penfold Gigante                  | Professor Squawkencluck faz uma invenção crescente / encolhendo para salvar o mundo de um ataque de meteoros. Quando Penfold é acidentalmente enorme, tentando esticar as calças depois que elas se encolheram na lavagem quente, DM descobre que pode realmente ser útil salvar o mundo. Estrela convidada: Richard Osman como Professor Strontium Jellyfishowitz | Howard Read e Chris Chantler                                       | Robert Cullen | 13 de outubro de 2015   |
| 13 | The Unusual Suspects                | Suspeitos Incomums               | Os agentes do serviço secreto têm suspeitas de que alguém está tentando tirar um novo produto químico deles, e todos os dedos de suspeita estão apontando para o Coronel K. | Nick Ostler e Mark Huckerby                                        | Robert Cullen | 14 de outubro de 2015   |
| 14 | Danger Fan                          | Danger Fan                       | O maior fã de Danger Mouse, chamado Ian, conhecido como o Danger Fan, vem visitá-lo, no mesmo dia de sua inspeção anual. Infelizmente, o Danger Mouse não consegue capturar seus inimigos. Estrela convidada: Richard Ayoade como o The Snowman | Emma Kennedy                                                       | Robert Cullen | 15 de outubro de 2015   |
| 15 | Quark Games                         | Jogos Quark                      | Quark aprisiona Danger Mouse, Penfold e Jeopardy Mouse em seu novo jogo onde antigos inimigos retornam. | Nick Ostler e Mark Huckerby                                        | Robert Cullen | 16 de outubro de 2015   |
| 16 | The Snowman Cometh                  | A Chegada do Boneco de Neve      | O boneco de neve está farto do Natal e é ridicularizado por ser considerado inofensivo, então ele rouba o chapéu poderoso do Papai Noel, quando ele se fartura de ser ridicularizado. Danger Mouse e Penfold devem recuperá-lo para salvar o Natal. Estrela convidada: Richard Ayoade com The Snowman e Brian Blessed como Santa Claus (Papai Noel) | Nick Ostler e Mark Huckerby                                        | Robert Cullen | 16 de dezembro de 2015  |
| 17 | The Inventor Preventer              | O Inventor Prefenido             | Danger Mouse e Penfold devem impedir que Isambard King Kong Brunel volte no tempo e invente o mundo. | Howard Read                                                        | Robert Cullen | 15 de fevereiro de 2016 |
| 18 | Never Say Clever Again              | Nunca Diga Inteligente de Novo   | Depois que todos os outros Danger Agents, e Penfold, tornam-se superinteligentes, como resultado do aipo que aumenta a capacidade mental, Danger Mouse pensa em procurar um novo emprego. No entanto, há um pequeno problema no aipo, quando Nero, por ordem de Greenback, entrou no QG e seu DNA poluiu o pool genético. | Nick Ostler e Mark Huckerby                                        | Robert Cullen | 16 de fevereiro de 2016 |
| 19 | #Sinister Mouse                     | #Sinister Mouse                  | Uma versão maligna de Danger Mouse escapa de uma dimensão paralela, chamada de Twystyverse, e se junta ao Baron von Greenback para derrotar sua boa contraparte. | Ben Ward                                                           | Robert Cullen | 17 de fevereiro de 2016 |
| 20 | There's No Place Like Greenback     | Não há Lugar com o Greenback     | Danger Mouse e Penfold tornam-se relutantes pais-substitutos do Baron von Greenback, que parece ter apagado acidentalmente sua própria memória quando seu último esquema malogrante dá errado. | Nick Ostley e Mark Huckerby                                        | Robert Cullen | 18 de fevereiro de 2016 |
| 21 | From Duck to Dawn                   | Do Pato ao Amanhecer             | Enquanto em uma missão na Transilvânia, Danger Mouse e Penfold encontram um pato vampiro obcecado pelo show chamado Count Duckula, que está determinado a dominar o mundo, um terrível programa de TV de cada vez. Ele também transforma os observadores (incluindo Penfold) em vegetais! | Nick Ostley e Mark Huckerby                                        | Robert Cullen | 19 de fevereiro de 2016 |
| 22 | Happy Boom Day!                     | Feliz A-Bum-versário'            | Os planos de Danger Mouse para a festa de aniversário surpresa do Professor Squawkencluck têm que ficar em suspenso, quando o Baron von Greenback lança presentes de aniversário para o mundo para vingar seu próprio aniversário e para reivindicar a terra como seu último presente. | Mark Oswin e James Griffiths                                       | Robert Cullen | 22 de fevereiro de 2016 |
| 23 | Frankensquawk's Monster             | O Monstro de Frankensquawk       | Quando a mãe do professor Squawkencluck vem visitar o QG, um monstro gigante de lixo mutante não fica muito atrás. | Ben Ward                                                           | Robert Cullen | 23 de fevereiro de 2016 |
| 24 | Escape From Big Head                | A Fuga do Cabeção                | Professor Squawkencluck tenta reativar seu sistema de segurança "Big Head", mas entra novamente em bloqueio e aprisiona todos em uma masmorra de segurança máxima. | Nick Ostler e Mark Huckerby                                        | Robert Cullen | 24 de fevereiro de 2016 |
| 25 | Megahurtz Attacks                   | Megahurtz Ataca                  | Uma tentativa fracassada de aumentar a autoconfiança de Penfold leva a um monstro de jogo super-poderoso escapando para o mundo real. | Sophie Petzal                                                      | Robert Cullen | 25 de fevereiro de 2016 |
| 26 | The Hamster Effect                  | O Efeito Hamster                 | Para evitar que eles estraguem seus planos malignos novamente, o perturbado chimpanzé viajante no tempo, Brunel, viaja de volta no tempo para evitar que Danger Mouse e Penfold se encontrem. | Nick Ostler e Mark Huckerby                                        | Robert Cullen | 26 de fevereiro de 2016 |
| 27 | The Good, the Baaaaa and the Ugly   | O Bom, o Baaaaa e o Feio         | Quando Danger Mouse e Penfold são enviados em uma missão de resgate para uma ilha misteriosa, a competitividade excessiva do Danger Mouse beira o crime. | Andrew Burrell                                                     | Robert Cullen | 3 de junho de 2016      |
| 28 | Attack of the Clowns                | O Ataque dos Palhaços            | O riso incontrolável de Danger Mouse irrita uma raça de alienígenas de palhaços, chamados os Bozorianos, tanto que eles invadem a Terra!. | Nick Ostler e Mark Huckerby                                        | Robert Cullen | 27 de junho de 2016     |
| 29 | Cheesemageddon                      | Queijomagedon                    | Danger Mouse e o Baron são forçados a se unir para derrotar um vilão obcecado por queijo, Monsieur Aubrey le Camambert. | Nathan Cockerill                                                   | Robert Cullen | 28 de junho de 2016     |
| 30 | Queen of Weevils                    | A Rainha dos Besouros            | Enquanto tenta provar que a magia não existe, Danger Mouse acidentalmente solta uma rainha mágica do mal no mundo! Estrela convidada: Miranda Richardson como Queen of Weevils | Ben Ward                                                           | Robert Cullen | 29 de junho de 2016     |
| 31 | Hail Hydrant                        | Hail, Hidrante                   | Danger Mouse deve combater uma organização criminosa chamada Hydrant depois de descobrir que ele perdeu Agent Of The Month para Jeopardy Mouse. Estrela convidada: Lindsey Russell como Hysteria | Nick Ostler e Mark Huckerby                                        | Robert Cullen | 30 de junho de 2016     |
| 32 | Wicked Leaks                        | Lambidas Malvadas                | O vício de Penfold na mídia social ajuda o Baron a transformar todos os segredos de DM contra ele, para que ele use o Big Ben como uma broca com ponta de diamante para atravessar a Terra em busca das toneladas de ouro no centro da Terra. | Tony Cooke                                                         | Robert Cullen | 1º de julho de 2016     |
| 33 | Tomorrow Never Comes                | Amanhã nunca chegará             | A princesa está de volta e apaga todos os dias da semana para que ela possa jogar no fim de semana para sempre! Perigo Mouse deve arruinar a vida de todos, corrigindo o problema. | Nick Ostler e Mark Huckerby                                        | Robert Cullen | 4 de julho de 2016      |
| 34 | Half the World is Enough            | Meio Mundo é o Suficiente        | Quando Danger Mouse é responsável pelo Professor Squawkencluck que perde o emprego, suas tentativas desajeitadas de recuperá-la ajudam o Baron a dividir a Terra em dois. | Reid Harrison                                                      | Robert Cullen | 5 de julho de 2016      |
| 35 | Send in the Clones                  | Mandem os Clones                 | A dupla dinâmica enfrenta um exército de imitações quando o mais recente esquema de ganhar dinheiro de Quark é criar cópias baratas de Danger Mouse e Penfold. | Josh Weinstein                                                     | Robert Cullen | 6 de julho de 2016      |
| 36 | Masters of the Twystyverse          | Mestres do Trocaverso            | DM e Penfold viajam para o Twystyverse em uma tentativa de impedir que o colega maligno de Penfold, Baron Silas von Penfold, assuma as duas versões da Planeta Terra. | Ben Ward                                                           | Robert Cullen | 7 de julho de 2016      |
| 37 | Danger is Forever                   | Danger é Para Sempre             | Quando o Baron Silas von Greenback acelera a rotação da Terra usando moinhos de vento, DM e Penfold envelhecem 300 anos e devem enfrentar seu inimigo como pessoas muito idosas. | Mick O'Hara e Ciaran Morrison                                      | Robert Cullen | 3 de outubro de 2016    |
| 38 | Very Important Penfold              | Penfold Muito Importante         | Quando Penfold salva uma celebridade de certa desgraça, ele se torna uma sensação da mídia. DM cheira um rato, ou pelo menos algum hamster malvado e malvado de outra dimensão. | Mark Owsin e James Griffiths                                       | Robert Cullen | 4 de outubro de 2016    |
| 39 | The Cute Shall Inherit The Earth    | Os Fofinhos Herdarão a Terra     | O corajoso roedor entra em ação quando gatinhos fofos começam a se infiltrar em posições de autoridade em Londres. | Lucy Guy                                                           | Robert Cullen | 5 de outubro de 2016    |
| 40 | All 5 It                            | Nós Cinco                        | O roedor crimebusting vai disfarçado como o quinto membro da boy band mega-popular de Quark, descobrindo sua intérprete interna, enquanto Penfold descobre uma trama musical para destruir o mundo. | Mike Benner                                                        | Robert Cullen | 6 de outubro de 2016    |
| 41 | Dream Worrier                       | Causador de Pesadelos            | DM assume Quark novamente, mas desta vez em sua configuração mais estranha ainda: os sonhos de Penfold! | Mark Owsin e James Griffiths                                       | Robert Cullen | 7 de outubro de 2016    |
| 42 | The Confidence Trick                | O Truque de Confiança            | Danger Mouse a confiança é atingida quando o Baron acidentalmente o rouba e revigora sua tímida filha, Delilah von Greenback, para criar uma mente criminosa! Mas, infelizmente, seus planos saem pela culatra quando ela quer se tornar uma má gêmea ela mesma! Can "The Scrapbook of moment Momentous Mouse Moments" pode ajudar o DM a encontrar dentro de si para lutar, ou será que Delilah criará seu próprio planeta de planetas, chamado "Delilahiana". | Nick Ostler and Mark Huckerby                                      | Robert Cullen | 10 de outubro de 2016   |
| 43 | The Spy Who Came In With A Cold     | O Espião Que Veio Esfriado       | O dólar libera uma nova cepa de gripe de elefante no mundo! A imunidade de Will Penfold ao vírus salvará o dia, ou seu medo de elefantes condenará o mundo? | Danielle Ward                                                      | Robert Cullen | 11 de outubro de 2016   |
| 44 | Sir Danger de Mouse                 | Sir Danger de Mouse              | The Queen of Weevils retorna e convence DM é um cavaleiro medieval, a fim de escapar de uma prisão segura - pode Penfold quebrar o feitiço e impedir que Londres se torne uma cidade medieval? Estrela convidada: Miranda Richardson como The Queen of Weevils | Ben Ward                                                           | Robert Cullen | 12 de outubro de 2016   |
| 45 | The Duckula Show                    | O Show do Duckula                | Danger Mouse enfrenta a perspectiva de ser escrito fora de seu próprio show, depois que o Count Duckula seqüestra os escritores e os força a fazer dele a estrela. | Ben Ward                                                           | Robert Cullen | 13 de outubro de 2016   |
| 46 | Agent 58                            | Agente 58                        | É a Crimicon - a Convenção Anual do Mundo Criminoso (The Annual Criminal World Convention) - e DM e Penfold estão unidos por um novo agente secreto, chamado Agente 58, para impedir que Isambard King Kong Brunel venda uma arma do juízo final potencialmente catastrófica. Mas, infelizmente para eles, ele o vendeu ao Baron von Greenback! | Howard Read e Chris Chantler                                       | Robert Cullen | 14 de outubro de 2016   |
| 47 | Thanks a Minion!                    | Agradeça ao Ajudante             | Stiletto o planeja destruir o mundo com cupins robotizados, se ele não receber o prêmio de Melhor Minion no Sidekickie Awards, e DM fica entusiasmado demais para Penfold ganhar o prêmio de Melhor Sidekick. | Mark Banker                                                        | Robert Cullen | 17 de outubro de 2016   |
| 48 | High School Inedible                | Escola não comestível            | DM e Penfold voltam para a escola para frustrar os planos de um cientista do mal, chamado Professor Ham Hands e seus cachorros-quentes assassinos. Além disso, o Danger Mouse precisa passar no teste final da ciência ou a licença dele será revogada. Estrela convidada: Ben Willbond como Professor Ham Hands | Merrill Hagan                                                      | Robert Cullen | 18 de outubro de 2016   |
| 49 | Mousefall (Parte 1)                 | A Queda do Rato                  | Danger Mouse encontra seu mais duro desafio da série com o trilionário maníaco Augustus P. Crumhorn IV, conhecido como Crumhorn, seu último nome, que libera todos os inimigos que o DM já lutou. Uma vez que todos os vilões são derrotados, com exceção da princesa (que é filha de Crumhorn), ele e Penfold vão atrás dela e DM luta contra Crumhorn. Enquanto luta contra Crumhorn, ele é atacado por armas e lazers. O maior agente secreto do mundo sobreviveu a esta batalha épica com Crumhorn e foi enterrado sob os escombros, ou este é o fim do Danger Mouse como o conhecemos? | Ben Ward                                                           | Robert Cullen | 19 de outubro de 2016   |
| 50 | Mouse Rise (Parte 2)                | Ascensão do Rato                 | Penfold e Crumhorn descobriram que Danger Mouse ainda está vivo, mas está perdido em uma selva. Penfold sai para resgatá-lo, enquanto Crumhorn está determinado a destruí-lo. Quando eles chegam, eles descobrem que DM tem amnésia e não consegue se lembrar de nada, então ele não pode impedir que Crumhorn deixe o resto da agência para pará-lo. Penfold, Professor Squawkencluck e o Coronel K param com Crumhorn? DM vai recuperar a memória ou Crumhorn vai dominar o mundo? | Ben Ward                                                           | Robert Cullen | 20 de outubro de 2016   |

Segunda Temporada (2017—2019)
Os dois primeiros episódios de série 2 era suposto terem estreia em 24 de maio de 2017, como parte de CBBC de Danger Mouse Day, seguindo-se o resto da série, de 4 de setembro de 2017. No entanto, Danger Mouse Day estava posteriormente adiada até 14 de junho de 2017.
"Dark Side of the Mouse", "Yule Only Watch Twice" e "Melted" são todos 22 minutos e 24 minutos de duração, com os dois primeiros que estreou em outubro e dezembro de 2017, o outro tinha estreado em dezembro de 2018.
Originalmente planejado para ser a série 3, os 26 episódios de 11 minutos de duração foram transferidos para a Série 2 para fazer 50 episódios por série. 
Os primeiros 5 novos episódios da série foram mostrados no BBC iPlayer. Com novo episódio sendo exibido no canal CBBC a partir de 17 de setembro de 2018.
| #     | Título                                 | Sinopse | Escrito por                       | Direção       | Data de exibição        |  |
| ----- | -------------------------------------- | --- | --------------------------------- | ------------- | ----------------------- |  |
| 51 1  | Dark Dawn                              | A Princesa se torna adolescente, conhecida como Dark Dawn, e esquece o Sr. Snuggles, que transforma todos os ursinhos do mundo, incluindo o ursinho de pelúcia de Penfold, Bernard, o mal que pode ajudá-lo a atacar o mundo, devido às mudanças de Dawn. adolescente. | Nick Ostler e Mark Huckerby       | Robert Cullen | 14 de junho de 2017     |  |
| 52 2  | The Admirable Penfold                  | Penfold e Baron von Greenback são forçados a se aliar quando ficam presos em uma ilha. | Merrill Hagan                     | Robert Cullen | 14 de junho de 2017     |  |
| 53 3  | Colonel Danger Mouse                   | Quando o Coronel K vai de férias, Danger Mouse entra em cena. No entanto, ele não pode lidar com a papelada, fazer as missões sozinho ou controlar os agentes. Pior, o Coronel K foi seqüestrado pelo Baron von Greenback! | Ben Ward                          | Robert Cullen | 4 de setembro de 2017   |  |
| 54 4  | Enerst Penfold and The Half Price Wand | Com inveja na crescente coleção de medalhas de Danger Mouse, Penfold está sob o feitiço do mais recente esquema de ganhar dinheiro da Quark. | Nick Ostler e Mark Huckerby       | Robert Cullen | 5 de setembro de 2017   |  |
| 55 5  | Squawkenbard Kingcluck Brunel          | A troca de corpo do professor Squawkencluck com o rei Kong Brunel tem conseqüências terríveis na convenção anual de ciência. | Danielle Ward                     | Robert Cullen | 6 de setembro de 2017   |  |
| 56 6  | Live and Let Cry                       | Danger Mouse leva os Bebês Perigosos para longe depois que ele conta uma história de que ele, Penfold, Professor Squawkencluck e Coronel K são todos vilões disfarçados. | Jessica Ransom                    | Robert Cullen | 7 de setembro de 2017   |  |
| 57 7  | Lost Tempers in Space                  | Danger Mouse e Jeopardy estão em uma missão no espaço - eles vão trabalhar juntos como um time? | Nick Ostler e Mark Huckerby       | Robert Cullen | 8 de setembro de 2017   |  |
| 58 8  | The Toad Who Would Be King             | O amor do Baron von Greenback por A Rainha da Grande Goldlandia ameaça colocar Danger Mouse de joelhos quando o Baron se torna rei e DM se torna seu guarda-costas pessoal! | Ben Ward                          | Robert Cullen | 11 de setembro de 2017  |  |
| 59 9  | I Believe In Danger Mouse              | O culto de gatos de The Cute Shall Inherit The Earth adota Danger Mouse como seu líder. | Ben Ward                          | Robert Cullen | 12 de setembro de 2017  |  |
| 60 10 | Thanksgiving Sinner                    | Danger Mouse e Penfold têm um gostinho do Dia de Ação de Graças quando se juntam ao Jeopardy Mouse na América. Quando na América com o Jeopardy, eles descobrem que o Professor Ham Hands se juntou à Hydrant. Estrelas convidadas: Lindsey Russell como Histeria e Ben Willbond como Professor Ham Banda | Merrill Hagan                     | Robert Cullen | 13 de setembro de 2017  |  |
| 61 11 | Big Trouble In Little Clowntown        | O seriousizer do professor Squawkencluck épreso por Pompom, a divertida e odiada presidente do planeta palhaço de Bozoria. | Reid Harrison                     | Robert Cullen | 14 de setembro de 2017  |  |
| 62 12 | Quantum of Rudeness                    | O 'ping' de um micro-ondas faz com que o Danger Mouse abra um buraco na parede do laboratório de Squawkencluck e inadvertidamente descubra (e crie) as origens de Birch Badboy. | Andrew Burrell                    | Robert Cullen | 15 de setembro de 2017  |  |
| 63 13 | A Loo to A Kill                        | Durante as filmagens de uma adaptação cinematográfica dos eventos de "Planet of the Toilets", o Coronel K e o Professor Squawkencluck são zapped e transformados em banheiros. | Mark Owsin e James Griffiths      | Robert Cullen | 18 de setembro de 2017  |  |
| 64 14 | Roll of the Mice                       | Danger Fan, intercepta Danger Mouse e Jeopardy em um jogo de tabuleiro interativo e força Penfold a jogar pela vida de seus amigos! | Michael Benner                    | Robert Cullen | 19 de setembro de 2017  |  |
| 65 15 | Gold Flinger                           | O vício de Danger Mouse para desafios ameaça o mundo quando Quark o engana para transportar uma bomba-relógio para a Terra! | Ben Ward                          | Robert Cullen | 20 de setembro de 2017  |  |
| 66 16 | There's Something About Scarlett       | Quando Penfold marca uma data com a superestrela Scarlett Johamster , Danger Mouse e o Professor fornecem conselhos conflitantes. | Mark Owsin e James Griffiths      | Robert Cullen | 21 de setembro de 2017  |  |
| 67 17 | Groundmouse Day                        | Penfold deve repetir o mesmo dia uma e outra vez para impedir que um Count Duckula, que altera o tempo, faça um enquadramento no DM. | Mark Owsin e James Griffiths      | Robert Cullen | 22 de setembro de 2017  |  |
| 68 18 | Dry Hard                               | Um filme de terror noturno faz Penfold ainda mais nervoso, forçando o Danger Mouse a fazer com que seu ajudante fique de fora da mais recente missão, que é impedir que o Baron inundar o mundo. | Nick Ostler e Mark Huckerby       | Robert Cullen | 25 de setembro de 2017  |  |
| 69 19 | Day of the Derek                       | Um descendente geeky, chamado Derek Mollard, viaja de volta no tempo para tentar impedir que Danger Mouse destrua o mundo. | Howard Read e Chris Chantler      | Robert Cullen | 26 de setembro de 2017  |  |
| 70 20 | Crumfan                                | Danger Mouse e Penfold chegam à ONU a cenas de diplomatas brigando, causados por um sistema de tradução sabotado. Eles também descobrem que Ian se tornou assistente de Crumhorn! | Nick Ostler e Mark Huckerby       | Robert Cullen | 27 de setembro de 2017  |  |
| 71 21 | Nero Come Home                         | Danger Mouse e Squawk descobrem os planos do Baron de fazer lavagem cerebral nos animais de estimação do mundo para se tornar seu exército pessoal de escravos. | Nick Ostler e Mark Huckerby       | Robert Cullen | 28 de setembro de 2017  |  |
| 72 22 | Dark Side of the Mouse                 | Crumhorn está de volta! Danger Mouse libertou-o por engano! Ele agora usa um raio que controla as pessoas e faz com que Ivana, a invisível, Megahurtz, Rocket Sloth e Baron von Greenback o ajudem a derrotar Crumhorn. Mas o DM está começando a se tornar um vilão no processo? | Ben Ward                          | Robert Cullen | 29 de setembro de 2017  |  |
| 73 23 | The Scare Mouse Project                | Danger Mouse aprende o significado do medo quando ele encontra um vilão assustadoramente arrepiante! | Andrew Burrell                    | Robert Cullen | 31 de outubro de 2017   |  |
| 74 24 | Yule Only Watch Twice                  | Durante a condução, as luzes se apagam e o Danger Car desaparece. Quando as luzes voltam, DM e Penfold descobrem que estão no " The Jimmy Camel Show", que analisa as ações dos pares das duas últimas séries, mas Penfold está desconfiado. | Ben Ward e Andrew Burrell         | Robert Cullen | 15 de setembro de 2017  |  |
| 75 25 | Twysted Sister                         | Depois que ela é acidentalmente regredida para um adolescente, Danger Mouse deve convocar a contraparte Twystyverse de Squawk para falar algum sentido para ela, com consequências imprevistas. | Neil Mukopadhay                   | Aidan McAtter | 17 de setembro de 2018  |  |
| 76 26 | Grand Stressed Auto                    | Danger Mouse herda o carro antigo, mas spritely MK3 depois que o amado MK4 fica preso (literalmente). Mas Penfold é suspeito quando o MK3 está determinado a ter o DM só para ele. | Alex Collier                      | Aidan McAtter | 18 de setembro de 2018  |  |
| 77 27 | Clash of the Odd-esy                   | Danger Mouse chega na Grécia antiga e faz amizade com Zeus, que lhe concede poderes divinos. | Andrew Burrell                    | Aidan McAtter | 19 de setembro de 2018  |  |
| 78 28 | Henemy of the State                    | Danger Mouse fica sem gadgets quando um Squawk não apreciado deixa a Danger Agency para trabalhar para o gênio da tecnologia Elon Muskrat, sem saber que na verdade ele é um Greenback disfarçado! | Alex Collier                      | Aidan McAtter | 20 de setembro de 2018  |  |
| 79 29 | For Your Insides Only                  | Penfold faz uma viagem dentro do corpo de Danger Mouse para salvá-lo de uma aversão mortal ao seu próprio heroísmo. | Mark Owsin e James Griffiths      | Aidan McAtter | 21 de setembro de 2018  |  |
| 80 30 | A Fistful of Penfolds                  | Os agentes de perigo estão no super secreto centro de testes de Squawk, abrigando uma sociedade de Penbots, robôs que têm um rosto bastante familiar | Andrew Burrell                    | Aidan McAtter | 24 de setembro de 2018  |  |
| 81 31 | Daylight Savings Crime                 | Danger Mouse e Penfold estão comemorando outra vitória barulhenta, tocando alegremente o sino do Big Ben quando um Penfold superexcitado cai, empurrando o ponteiro do relógio para a frente e fazendo com que o sol se ponha prematuramente, o que um misterioso novo vilão aproveita! | Tobi Wilson                       | Aidan McAtter | 25 de setembro de 2018  |  |
| 82 32 | The Law of Beverages                   | Baron Greenback produz um plano para roubar todas as bebidas do planeta e misturá-las todas juntas, transformando as bebidas da Terra em um lodo não potável e nojento | Matt Owen                         | Aidan McAtter | 26 de setembro de 2018  |  |
| 83 33 | Licence to Care                        | Um acidente em uma missão deixa o Danger Mouse confuso - por que Penfold não está falando com ele? | Stephie Theodora e David Quântico | Aidan McAtter | 27 de setembro de 2018  |  |
| 84 34 | Force of Nature                        | A confiança excessiva de Danger Mouse em gadgets leva o Colonel K a enviar seu melhor agente em um retiro de natureza livre de tecnologia. | Karen Reed                        | Aidan McAtter | 28 de setembro de 2018  |  |
| 85 35 | No More Mr Ice Guy                     | O boneco de neve é contratado como novo companheiro do Danger Mouse, deixando Penfold sem emprego. E o novo empregador de Penfold tem seus próprios planos de risco mundial! Convidados: Richard Ayoade como The Snowman e Christopher Eccleston como J. Woolington Sham | Merrill Hagan                     | Aidan McAtter | 1 de outubro de 2018    |  |
| 86 36 | Bot Battles                            | Há alívio em toda a volta quando Penfold rouba os gadgets de Squawk e faz viagens clandestinas até os armazéns com sombra, preparando-se para sua participação em "batalhas de bots", que na verdade é uma armadilha criada por Megahurtz | Danielle Ward                     | Aidan McAtter | 2 de outubro de 2018    |  |
| 87 37 | Rodent Recall                          | Danger Mouse e Penfold estão em uma simulação de treinamento quando um dos chutes voadores de DM causa danos no holodeck com conseqüências catastróficas. Eles acordam e descobrem que estiveram em um sonho de três anos, que não são agentes secretos e trabalham na área de TI, e a Agência de Perigo tem sido uma invenção de suas imaginações! Enquanto Penfold e Squawk rapidamente se estabelecem em uma vida de trabalho de escritório, DM luta para aceitar a vida como Dane G. Mouse. Ou esta nova vida chata não é o que parece ser? Estrela convidada: Richard Osman como Professor Strontium Jellyfishowitz | Mark Owsin e James Griffiths      | Aidan McAtter | 3 de outubro de 2018    |  |
| 88 38 | A Fear to Remember                     | Perigo Rato enfrenta a Queen of Weevils em um temido especial de Halloween. Estrela convidadas: Miranda Richardson como Queen of Weevils | Sarah Morgan                      | Aidan McAtter | 31 de outubro de 2018   |  |
| 89 39 | Melted                                 | Danger Mouse relutantemente assume um papel na reencenação musical de " Melted " do Pink Dawn para um especial de dupla duração, todo cantado e todo dançando. | Ciaran Murtagh e Andrew Jones     | Aidan McAtter | 17 de dezembro de 2018  |  |
| 90 40 | We Aren't Family                       | Danger Mouse, Penfold e Squawk se disfarçam como uma família para descobrir por que os vilões do mundo estão indo para um acampamento de férias em Sydneyland . Quando Greenback aparece com Dalila, a equipe está convencida de que ele não está conseguindo nada bom, mas não encontra nenhuma evidência de irregularidade. Quando Penfold entra em Squawk e DM em uma competição de dança, eles descobrem que o prêmio é o lendário Helmet of Power, uma invenção suprema destinada à destruição. | David Quantick                    | Aidan McAtter | 18 de fevereiro de 2019 |  |
| 91 41 | Crouching Hamster Hidden Wagon         | Quando uma vontade repentina de atingir os ataques de Mark IV, Penfold leva um Confuso de Danger Mouse, a uma fazenda, da qual ele alega sentir uma atração magnética inexplicável. Um Penfold fascinado é recebido por uma figura sombria - Granny Penfold! Penfold relata seus anos de infância na fazenda da avó, onde ele foi treinado na antiga arte marcial da Fazenda Fu, uma arte marcial baseada em agricultura. A avó precisa da ajuda de Penfold para recuperar o sagrado Fung Farm Book of Farm Fu, que caiu nas mãos de seus inimigos, fazendo com que os animais da fazenda se tornassem maus e se levantassem contra seus donos.                                                                                     | David Quantick e Mark Owsin       | Aidan McAtter | 19 de fevereiro de 2019 |  |
| 92 42 | Danger-Thon                            | Agência Perigo percebe que a falta de contabilidade os deixou falidos. Enquanto os oficiais de justiça estão na coleta de mercadorias do QG, a equipe decide realizar um teleton, pedindo às pessoas que telefonem e doem para pedir seus clipes favoritos para serem tocados. Seu alvo é um enorme 10 milhões de libras! Eles podem alcançar seu alvo a tempo? E qual clipe o Mestre está tentando esconder? | Christopher Gentile               | Aidan McAtter | 20 de fevereiro de 2019 |  |
| 93 43 | Jam Session                            | É dia de agradecimento pessoal no Danger HQ e Squawk e Danger Mouse têm duas ideias muito diferentes sobre onde ir (Squawk quer ir para Cos Con e DM quer ir para Awesome World). Penfold tem o voto decisivo, então o par está ocupado tentando convencer Penfold a escolher sua escolha. Com Penfold ocupado inventando tarefas para que eles possam ganhar seu favor, ninguém notou que um derramamento de congestionamento no experimento do professor trouxe uma surpresa pegajosa para a vida - um monstro de geléia super-tamanho que pode apenas arruinar todos os seus planos. | Jordan Gershowitz                 | Aidan McAtter | 21 de fevereiro de 2019 |  |
| 94 44 | Sharp As A Pin                         | Uma troca acidental de ajudante deixa Danger Mouse com Pinfold, primo de Penfold. | Ciaran Murtagh e Andrew Jones     | Aidan McAtter | 25 de fevereiro de 2019 |  |
| 95 45 | The Last Giraffe Warrior               | Penfold é convidado a defender um planeta alienígena da invasão. | Danielle Ward                     | Aidan McAtter | 26 de fevereiro de 2019 |  |
| 96 46 | Duplicate Mouse                        | Danger Mouse, Penfold, Squawk e Coronel K devem juntar-se a duplicatas acidentais para parar Big Head. | Mark Oswin e James Griffiths      | Aidan McAtter | 27 de fevereiro de 2019 |  |
| 97 47 | The Supies                             | Count Duckula está hospedando o show de prêmios Supies e os agentes de perigo estão todos presentes. | Christopher Gentile               | Aidan McAtter | 28 de fevereiro de 2019 |  |
| 98 48 | Lost in Exaggeration                   | Quando os índices de aprovação pública da Agência Perigosa despencam, o Coronel K traz um guru de RP verdadeiramente fora do mundo para ajudar a corrigir as coisas. Alarmante para Danger Mouse e Penfold, esse guru acaba sendo o maior trapaceiro da galáxia - Quark! DM é logo conquistado depois de ver Quark demonstrar seu Exaggerator Device: uma invenção que gira até mesmo o evento mais mundano em uma exibição escandalosamente exagerada de grandiosidade. Com a ajuda do Exaggerator, a popularidade do DM dispara a alturas vertiginosas, mas a fama tem um preço. E quando Quark começa a fazer Danger Mouse parecer vilão, DM terá que convencer o mundo de que ele não é o criminoso que todos pensam que ele é. | Emma Nisbet                       | Aidan McAtter | 4 de março de 2019      |  |
| 99 49 | The World Is Full of Stuff             | As coisas estão desaparecidas em todo o mundo, mas a equipe está distraída, fascinada pela nova câmera Futuroid do Squawk, que incrivelmente exibe eventos futuros. DM fica horrorizado quando a câmera tira uma foto dele e Squawk se beijando! Quando Penfold é raptado por um raio trator alienígena, Squawk e Danger Mouse devem superar seu desgosto mútuo de trabalhar juntos. Sua busca por Penfold leva-os a Flarg, o alienígena que está pegando os itens perdidos do mundo.Acorrentado de cabeça para baixo e com Flarg com a intenção de roubar tudo que existe, a situação parece sem esperança. | Lee Pressman                      | Aidan McAtter | 5 de março de 2019      |  |